# Distretto di Quilca
Il distretto di Quilca è uno dei tredici distretti della provincia di Camaná, in Perù. Si trova nella regione di Arequipa e si estende su una superficie di 912,5 chilometri quadrati.

Istituito il 2 gennaio 1857, ha per capitale la città di Quilca; al censimento del 2005 contava  698 abitanti.